# Брин-Наволок
Брин-На́волок — посёлок в России, расположен в Холмогорском районе Архангельской области. Является административным центром сельского муниципального образования «Ракульское».

## Этимология
Существует несколько объяснений происхождения названия Брин-Наволок: части брин — по диалектному названию пологого берега или сокращение от фамилии Брилин, наволок — «местность на берегу».

## География
Расположен в 130 км к юго-востоку от Архангельска и в 1125 км к северо-востоку от Москвы на левом берегу Северной Двины. В 34 км от села Емецк, 54 км от поселка Самодед (по трассе Р1), 28 км от ж/д станции Холмогорская. Брин-Наволок является отправной точкой трассы Р1, начинающейся с пересечения федеральной трассы М8 , проходящей через Плесецкий район, Кенозерский национальный парк и Каргопольский район. В 19 км от Брин-Наволока находятся Сийский заказник и Антониево-Сийский монастырь.
Брин-Наволок вытянут по левому берегу Северной Двины.
Часовой пояс
Брин-Наволок, также как и вся Архангельская область, находится в часовом поясе, обозначаемом по международному стандарту как Moscow Time Zone(MSK/MSD). Смещение относительно Всемирного координированного времени UTC составляет +3:00 (MSK, зимнее время) и +4:00 (MSD, летнее время).

## Население
| 2002 | 2010 | 2012  |
| ---- | ---- | ----- |
| 1071 | ↘809 | ↗1045 |

## Экономика
- Открытое акционерное общество «Двинской ремонтно-механический завод», который производит капитальный ремонт трелевочных тракторов и агрегатов для лесной промышленности, товары быта и другое[4].
- Предприятие «Крона»

## История
Долгое время Брин-Наволок являлся частью Сийского прихода, имея лишь часовню во имя великомученика Георгия, построенную в 1722 году. Удалёность от Сийской церкви привела к тому, что местные крестьян Дмитрий и Теодор Подшиваловы в 1861 году построили на месте часовни свою, отдельную от Сийской, однопрестольную церковь во имя великомученика Дмитрия Солунского. После этого местные жители стали просить об отделении в самостоятельный приход. В 1870 году один из сийских священников переселился в Брин-Наволоки. В 1871 году было приянто решение о создании нового прихода, а в 1873 году назначен причт из священника и псаломщика. В состав Брин-Наволоцкого прихода входило 10 деревень, в том числе восемь на правом берегу Двины вместе с церквями и две на левом. Жителей к 1 января 1894 года — 240 лиц мужского пола и 280 лиц женского пола.
Падение ракеты в Брин-Наволоке 29 января 1983 года
В январе 1983 года ракета-носитель, запущенная с космодрома Плесецк, упала на лёд Северной Двины в Брин-Наволоке. После взрыва образовалась полынья большого диаметра, а сама ракета утонула. Гептилом были заражены огромные площади, в том числе в Брин-Наволоке. В городах и посёлках ниже по течению надолго отключили воду.

## Климат
Брин-Наволок приравнен к районам Крайнего Севера.
Климат умеренный, морской с продолжительной умеренно холодной зимой и коротким прохладным летом. Он формируется под воздействием северных морей и переносов воздушных масс с Атлантики в условиях малого количества солнечной радиации. Средняя температура января — −12,8 °C, июля — +16,3 °C. За год выпадает 607 мм осадков. Среднегодовая температура +1,3 °C.
Для Брин-Наволока характерны частые перемены погоды, высокая влажность воздуха и большое количество дней с осадками. При вторжении холодного воздуха со стороны Сибири зимой возможны морозы до −30 °C, в то же время иногда бывают и оттепели. Летом при вторжении горячей воздушной массы со стороны степей Казахстана возможна жара до +30 - +35 °C, в то же время летом в ночное время возможны заморозки.
Максимальная температура в Брин-Наволоке +34,4 °C была зафиксирована 13 июля 1972 года. Минимальная температура −45,2 °C зафиксирована 8 января 1885 года.
| Показатель                    | Янв.  | Фев.  | Март  | Апр.  | Май   | Июнь | Июль | Авг. | Сен. | Окт.  | Нояб. | Дек.  | Год   |
| ----------------------------- | ----- | ----- | ----- | ----- | ----- | ---- | ---- | ---- | ---- | ----- | ----- | ----- | ----- |
| Абсолютный максимум, °C       | 5     | 5,2   | 12,1  | 25,3  | 31,7  | 33   | 34,4 | 33,4 | 27,7 | 18,3  | 10    | 5,8   | 34,4  |
| Средний суточный максимум, °C | −9,2  | −7,7  | −1,2  | 5,4   | 12,5  | 18,7 | 21,8 | 18   | 12,2 | 4,8   | −2,5  | −6,4  | 5,5   |
| Средняя температура, °C       | −12,7 | −11,4 | −5,5  | 0,4   | 6,9   | 13   | 16,3 | 13,1 | 8,2  | 2,3   | −5,1  | −9,7  | 1,3   |
| Средний суточный минимум, °C  | −16,5 | −15,2 | −9,4  | −3,9  | 2,2   | 7,7  | 11,3 | 8,9  | 5,1  | 0,1   | −7,7  | −13,4 | −2,6  |
| Абсолютный минимум, °C        | −45,2 | −41,2 | −37,1 | −27,3 | −13,7 | −3,9 | −0,5 | −4,1 | −7,5 | −21,1 | −36,5 | −43,2 | −45,2 |
| Норма осадков, мм             | 38    | 29    | 30    | 30    | 49    | 61   | 73   | 70   | 61   | 67    | 53    | 46    | 607   |
| Источник: Погода и климат     |       |       |       |       |       |      |      |      |      |       |       |       |       |

Среднемесячные климатические данные за период 1981—2010 гг.
|                            | Янв | Фев | Мар | Апр | Май | Июн | Июл | Авг | Сен | Окт | Ноя | Дек |
| -------------------------- | --- | --- | --- | --- | --- | --- | --- | --- | --- | --- | --- | --- |
| Влажность воздуха, %       | 85  | 84  | 80  | 72  | 68  | 69  | 75  | 81  | 85  | 88  | 89  | 87  |
| Количество дней с осадками | 27  | 24  | 23  | 18  | 19  | 18  | 18  | 20  | 21  | 26  | 28  | 29  |

## Образование
На территории МО «Ракульское» все учреждения образования входят в состав МБОУ «Брин-Наволоцкая средняя школа», среди них
Учреждения общего среднего образования
- Брин-Наволоцкая школа
- Ракульская начальная школа (ОУ ликвидировано в 2016)

Учреждения дошкольного образования
- Детский сад № 9 «Брусничка»
- Детский сад № 17 «Родничок»

## Культура
- Дом Культуры «Брин-Наволок»
- Кинотеатр «Брин-Наволок» (ликвидирован в 2014)
- Брин-Наволоцкая Библиотека № 17 (филиал Холмогорской ЦБС)

## Международные отношения
Города-побратимы
- Троно (Швеция) с 27 октября 2004 года[9][10]

## Телекоммуникации
В Брин-Наволоке действуют все основные общероссийские операторы сотовой связи. Также присутствуют компании предоставляющие услуги домашнего телевидения и широкополосного доступа в интернет: «Ростелеком». С 2014 года в Брин-Наволоке работает вещание цифрового телевидения и радио (Первый и Второй мультиплексы).

## Средства массовой информации
Радиостанции
Эфирные радиостанции:
- интернет — Радиостанция «A29FM»[13]
- 90,80 FM — Вести FM
- 98,20 FM — Радиостанция «Атлантис ФМ»[14]
- 102,0 FM — Радио России / Радио «Поморье»
- 104,1 FM — Радиостанция «Авторадио-Плесецк»
- 104,2 FM — Радио «Джаз»
- 104,7 FM — Наше радио

##### Печатные издания[15]
- Газета «Сельский сход» (выпускалась с 2000 до 2008)
- Газета «ИнформВестник» (непериодическое, Вестник МО «Ракульское»)

##### Интернет-издания
- Информационно-новостное сетевое издание «Брин-Наволок. Инфо»

## Достопримечательности
- Памятник павшим в Великой Отечественной войне 1941—1945 годов на Набережной Северной Двины.
- Дом Андрея Чудинова (здание «Ракульской ООШ») признан памятником культуры
- Двухуровневая развязка федеральных трасс М8 и А215.

## Транспорт
Брин-Наволок имеет важное транспортное значение, так как находится на пересечении двух федеральных трасс, а именно М8 «Холмогоры» (Москва — Северодвинск) и А215 (Брин-Наволок — Лодейное Поле) Таким образом, Брин-Наволок является одним из самых малочисленных населённых пунктов России, от которого берёт начало федеральная трасса. Ближайшие аэропорты — Васьково (130 км) и Талаги (146 км), оба в Архангельске. Ближайшая железнодорожная станция — Пермилово (59 км). Имеется пристань Волочок на Северной Двине, но регулярного курсирования пассажирских судов нет. Имеется автобусное сообщение с городами Архангельской области, а также с Вологдой, Ярославлем, Москвой.

## Храмы
- Храм в честь Успения Пресвятой Богородицы[16][17]
- Часовня Николая Чудотворца (подворье Антониева Сийского монастыря)[18]